# Lenco
Lenco est une marque d'équipements audio et vidéo, utilisée à l'origine par le fabricant suisse de platines vinyles Lenco AG des années 1940 aux années 1980. Le nom appartient désormais au groupe néerlandais Commaxx International NV.

## La société suisse
Lenco AG a été fondée en 1946 à Burgdorf, en Suisse, par le couple Fritz et Marie Laeng-Stucki. En 1925, Fritz avait créé et dirigé Radio Laeng, un magasin vendant et louant des radios complètes et en kit,. Le nom Lenco est dérivé de leur nom de famille.

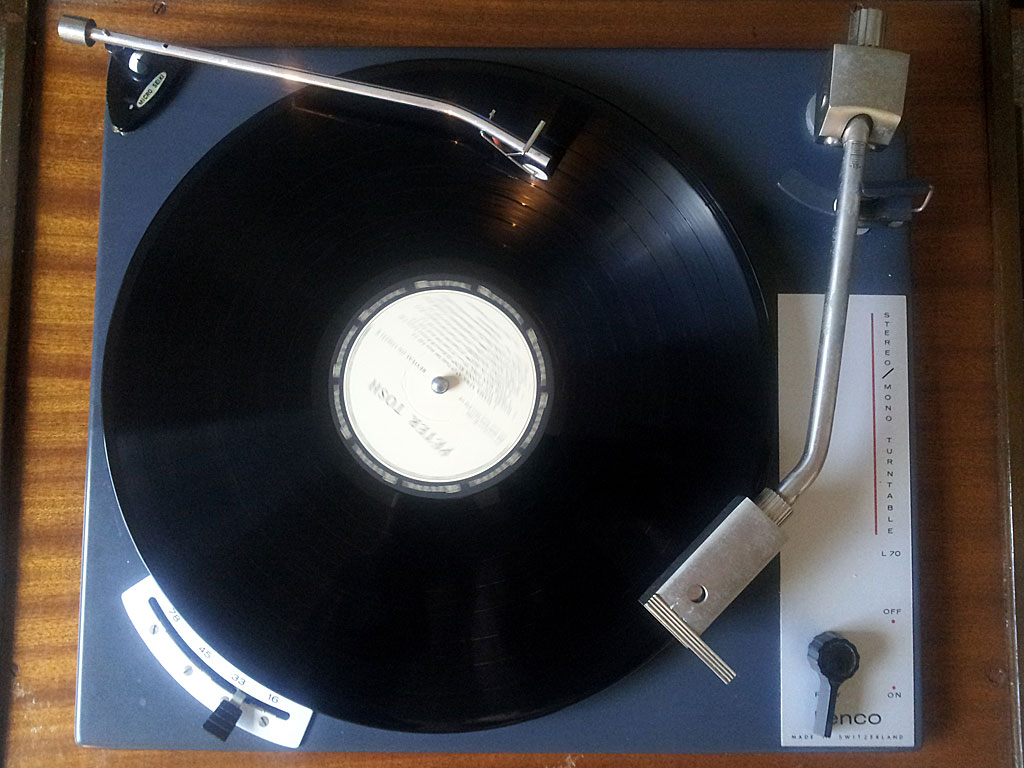
Platine vinyle Lenco L70, produite de 1958 à 1967

L'entreprise produit initialement une gamme de produits ménagers moulés en plastique et en aluminium avant de lancer sa première platine vinyle en 1949 pour profiter du nouveau format de disque LP introduit par Columbia Records.
À partir du milieu des années 1950, Lenco fournit des platines vinyles à vendre dans d'autres pays, d'abord sous le nom d'un partenaire commercial local, notamment Bogen aux États-Unis et Goldring au Royaume-Uni, puis sous son propre nom.
En 1961, Lenco ouvre une usine à Osimo, en Italie, où elle produit initialement des moteurs électriques. Dans les années 1970, l’usine italienne commence à produire des platines vinyles et des platines cassettes.

L'entreprise se développe et a exporte ses produits dans plus de quatre-vingts pays à travers le monde.

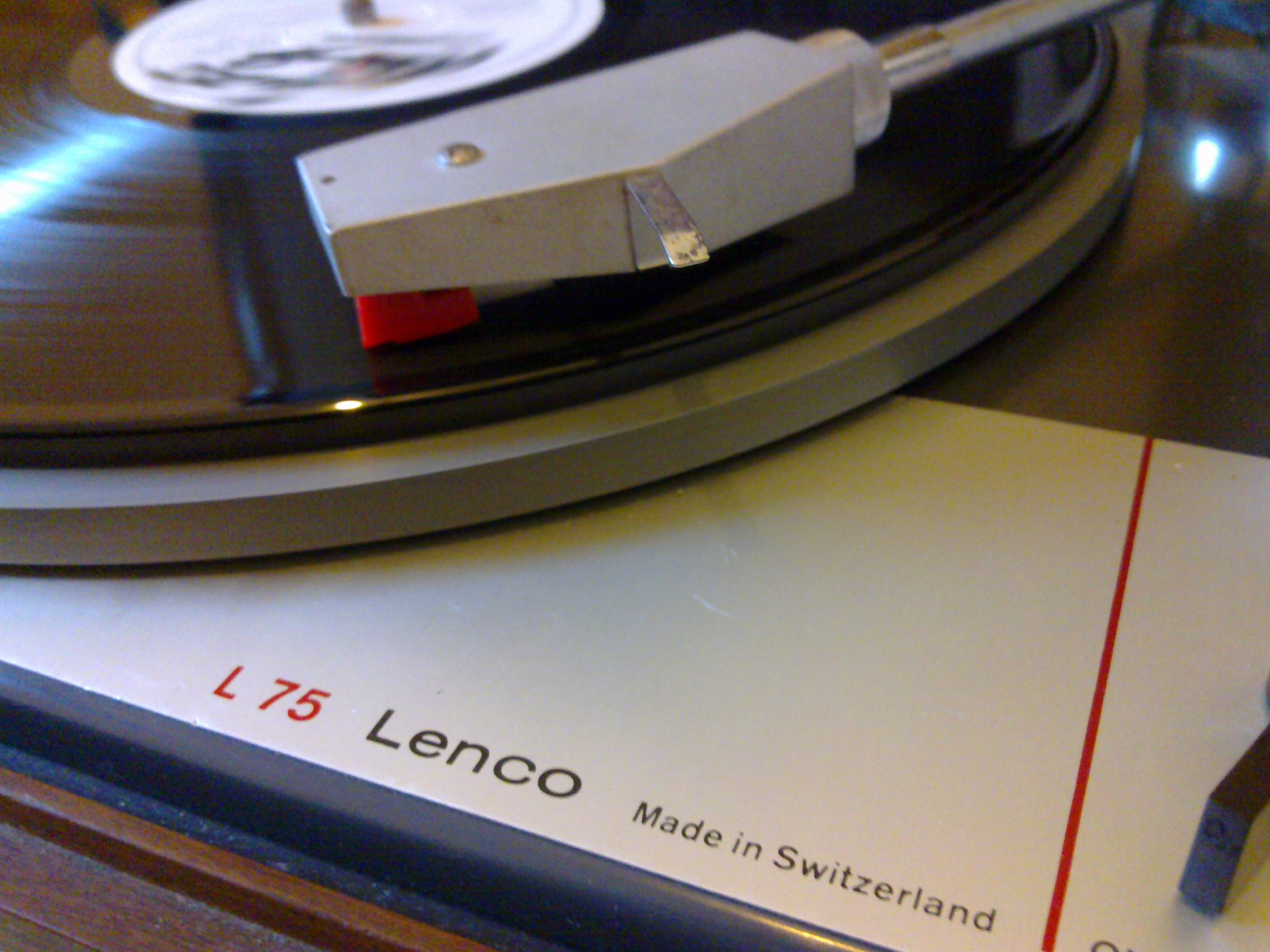
Platine vinyle Lenco L75, produite de 1967 à 1985

Le ralentissement de l’économie mondiale au milieu des années 1970 fait baisser la demande d’équipements audio haute fidélité. Parallèlement à la concurrence croissante des produits fabriqués en Extrême-Orient, la fortune de Lenco a décliné. La société Lenco AG Burgdorf est déclarée en faillite en 1977, la société qui lui succède, Lenco Audio AG, reprend les activités de réparation, de services et de garantie pour les équipements Lenco existants jusqu'à sa fermeture en 1983.
Marie Laeng-Stucki meurt en 1974 et Fritz Laeng en 1978.

## Renaissance du nom Lenco
Horst Neugebauer KG, une société de Lahr, en Allemagne, acquiert le nom Lenco en 1984 et l'utilise sur une large gamme de produits, y compris des amplificateurs importés de Corée, avec un succès commercial limité.

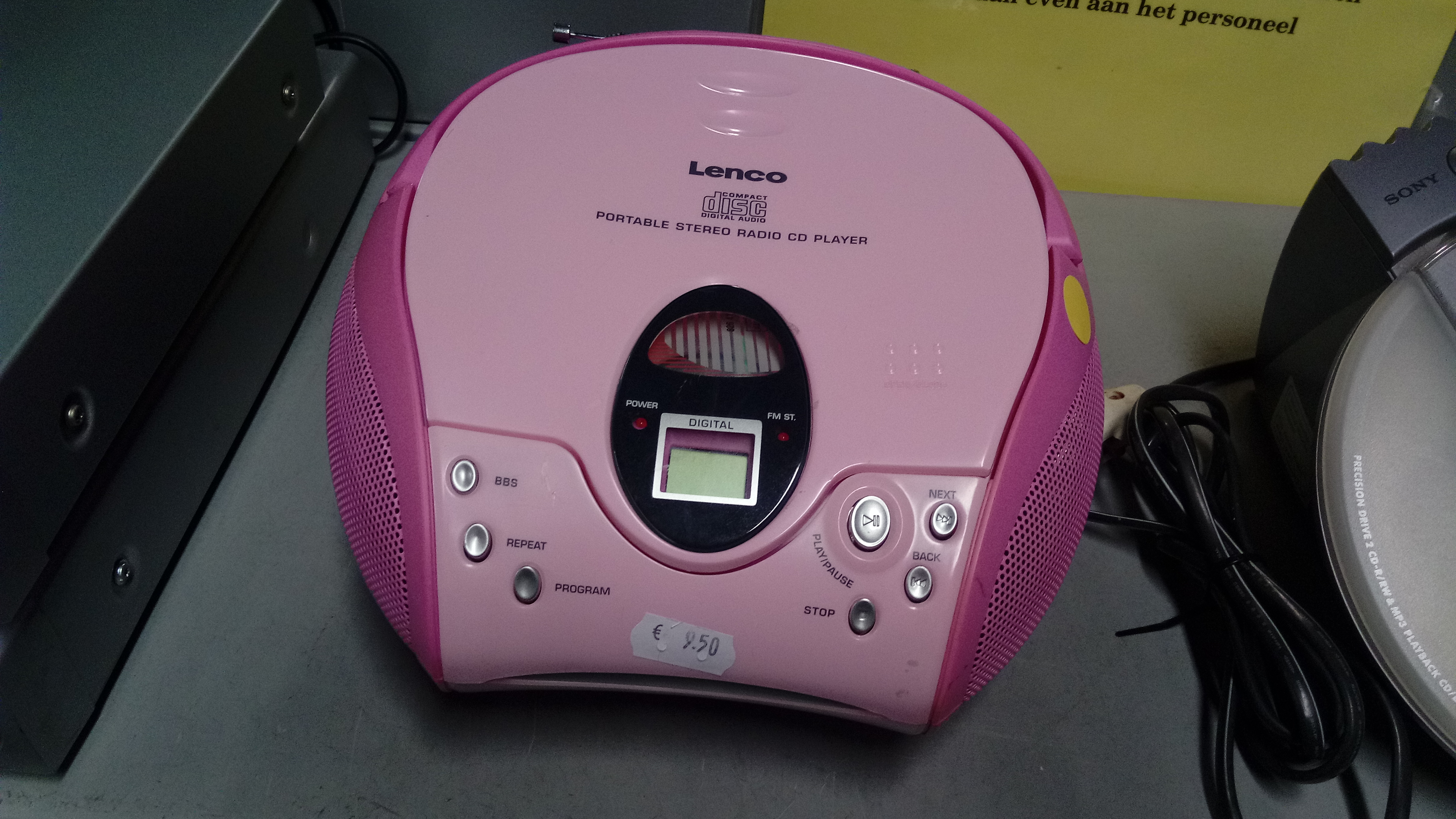
Radio-lecteur CD Lenco SCD-24, 2019

En 1997, le nom Lenco a été acquis par le groupe Lenco STL de Venlo aux Pays-Bas,. Il est principalement utilisé sur des produits à petit budget importés de fabricants d’Asie du Sud-Est.
En 2015, la société est rachetée par Commaxx International NV et la marque s'appliquée aux radios Internet, aux radios DAB+, aux lecteurs DVD, aux téléviseurs et à d'autres équipements audio, y compris les platines vinyles.